# Кухня (традиции)

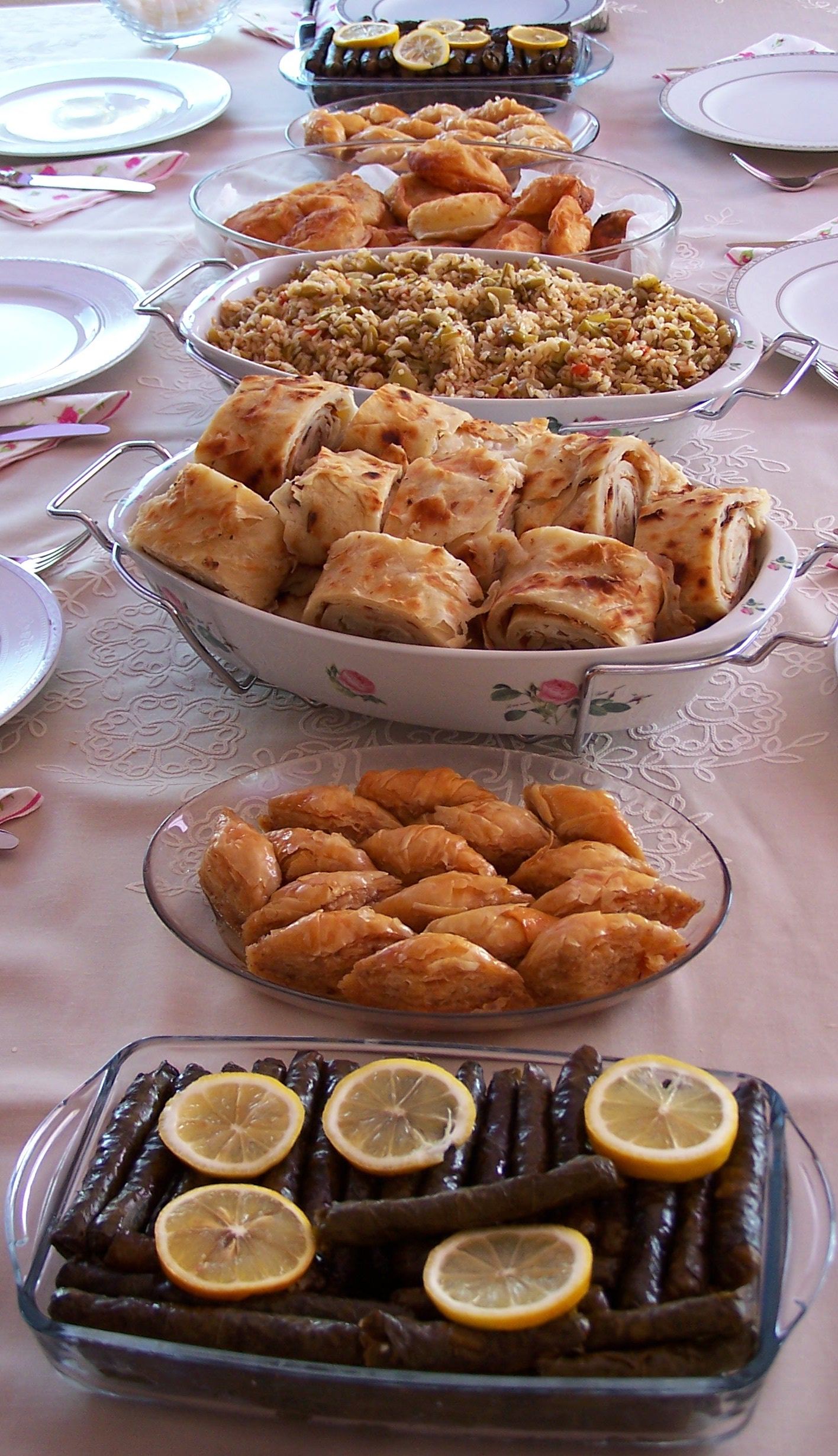
Образец турецкой кухни

Ку́хня (от лат. соquīnа, сосinа, от coquere — «варить») — совокупность традиций и рецептов приготовления пищи, обусловленных историческими, географическими, культурными и иными условиями. Кухни имеют этнические, региональные и иные особенности. На кухню в первую очередь влияют ингредиенты, которые можно приобрести в конкретной местности. Сильное влияние на местную кухню могут также оказывать пищевые религиозные запреты и традиции.

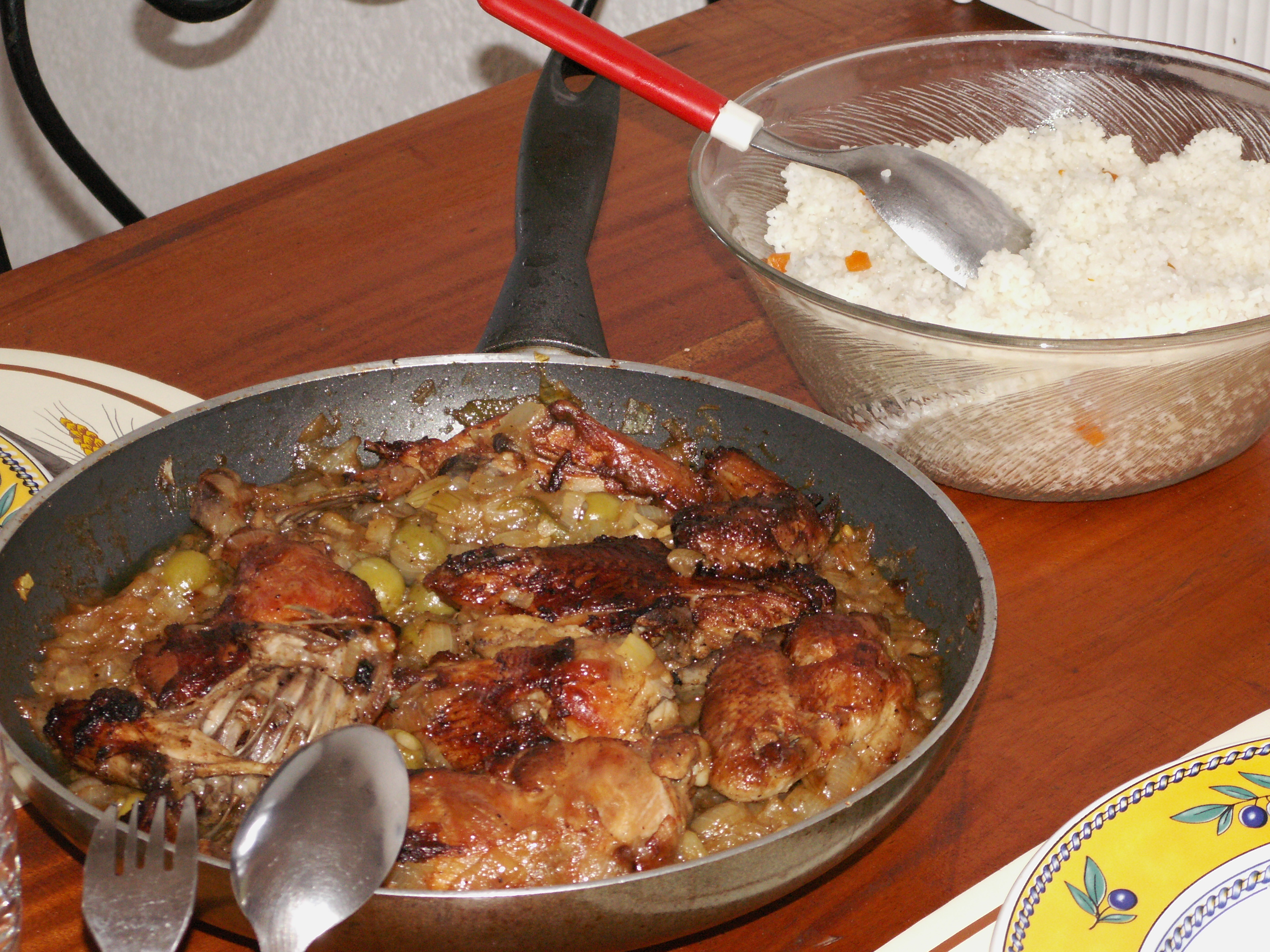
Ясса — популярное блюдо во всей Западной Африке, приготовленное из курицы или рыбы

## Региональные кухни
Глобальной кухней является кухня, которая практикуется во всём мире, и которая может быть классифицирована в соответствии с общим использованием основных продуктов питания, в том числе зерно, продовольственные продукты и жиры. Региональные кухни могут различаться в зависимости от наличия и использования определённых ингредиентов, местных традиций и практики приготовления пищи, а также от общих культурных различий.
Африканские кухни используют сочетание местных фруктов, злаков и овощей, а также молочных и мясных продуктов. В некоторых частях континента имеет место преобладание молока, творога и сывороточных продуктов. Однако в большей части тропической Африки коровье молоко встречается редко и не может производиться на месте (из-за различных заболеваний, поражающих домашний скот). Разнообразный демографический состав континента отражен во множестве различных привычек в еде и питье, блюдах и методах приготовления.
Азиатские кухни многочисленны и разнообразны и включают в себя восточноазиатскую, южноазиатскую, юго-восточную азиатскую, среднеазиатскую и западноазиатскую кухню. Ингредиенты, общие для Восточной Азии и Юго-Восточной Азии (из-за влияния Китая), включают рис, имбирь, чеснок, семена кунжута, перец чили, сушёный лук, сою и тофу, причём жаркое на пару, жарка на пару и глубокая жарка являются обычными методами приготовления. В то время как рис распространен в большинстве региональных кухонь в Азии, в разных регионах популярны разные сорта: рис басмати популярен в Южной Азии, рис жасмин в Юго-Восточной Азии, длиннозёрный рис в Китае и короткозёрнистый рис в Японии и Корее. Карри также является распространённым ингредиентом в Южной, Юго-Восточной и Восточной Азии (особенно японский карри); однако, они не популярны в кухнях Западной и Центральной Азии. Те блюда с карри, которые берут своё начало в Южной Азии, обычно имеют в основе йогурт, в Юго-Восточной Азии — кокосовое молоко, а в Восточной Азии — тушеную мясную и овощную основу. Южно-азиатская кухня и кухня Юго-Восточной Азии часто характеризуются широким использованием специй и трав, произрастающих в тропических регионах Азии.
Европейская кухня (или «западная кухня») включает в себя кухни континентальной Европы и других западных стран (Северной Америки, Австралазии, Океании и Латинской Америки). Этот термин используется восточными азиатами для противопоставления восточноазиатским стилям приготовления пищи.
Океанические кухни включают австралийскую, новозеландскую кухня и кухни многих других островов или островных групп по всей Океании. Австралийская кухня состоит из иммигрантской кухни англо-кельтского происхождения и кухни коренных австралийских аборигенов, а также различных новых азиатских влияний. Новозеландская кухня также состоит из блюд европейской кухни и местной кухни маори. По всей Океании основными продуктами питания являются батат (сладкий картофель, имеющий местные названия) и таро, которые были/являются основным продуктом из Папуа-Новой Гвинеи в южной части Тихого океана. На большинстве островов в южной части Тихого океана из-за близости к океану широко потребляется рыба.
В Северной и Южной Америке традиционная кухня европейских иммигрантов была адаптирована путём добавления многих местных ингредиентов. Кухня коренных американцев готовится коренными народами по всему континенту, а её влияние можно увидеть в многоэтнической латиноамериканской кухне. Многие основные продукты питания, которые едят по всему континенту, такие как кукуруза, бобы и картофель имеют местное происхождение.

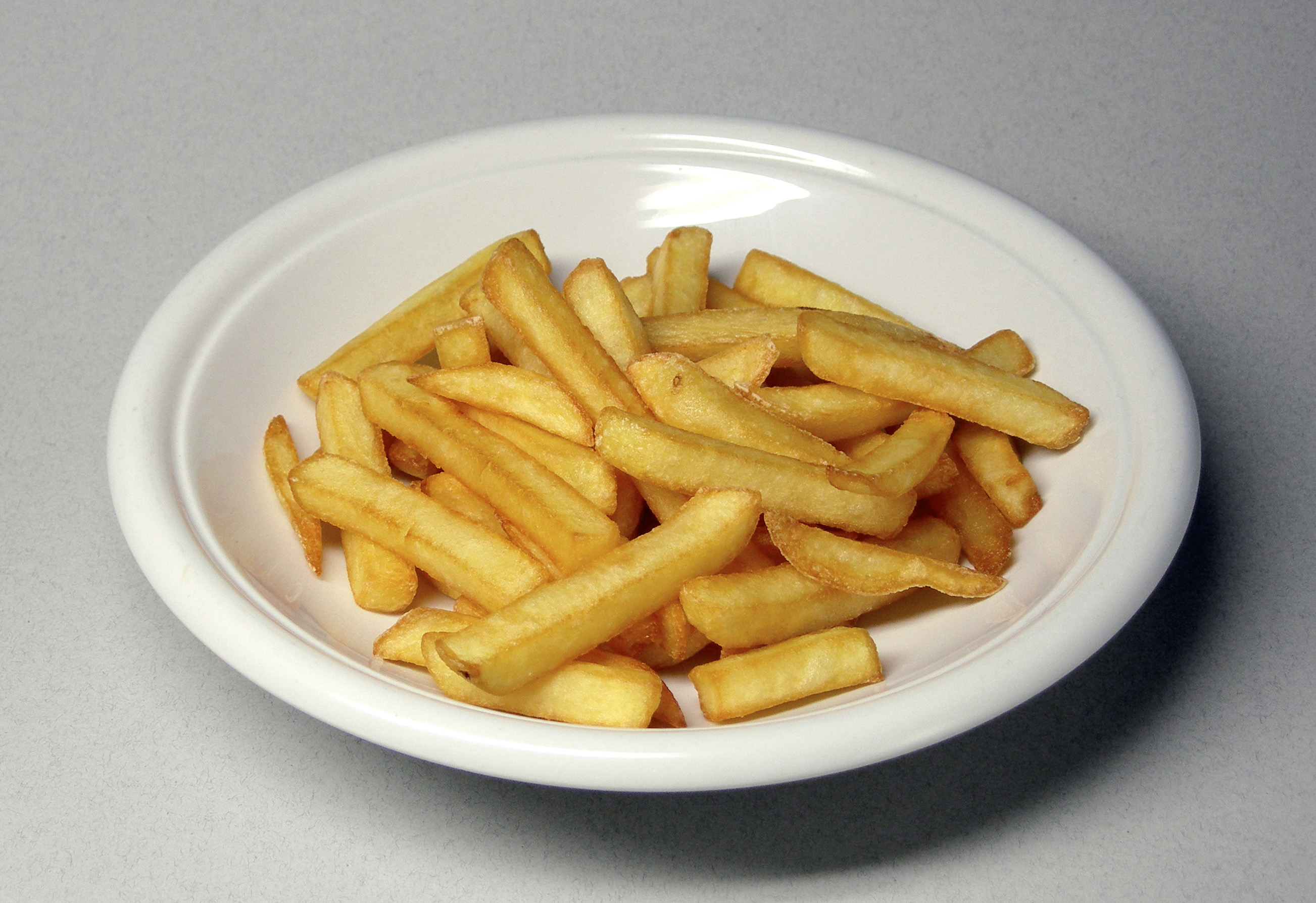
Картофель фри

## Национальные кухни
Выделяют особенности кулинарных традиций и технологий, принятых в каждой стране или народе. Свои особенности присущи, например, русской, французской, японской, туркменской и многим другим национальным или этническим кухням.
В границах одной страны могут процветать различные кухонные традиции. Это очень заметно, например, в кухнях регионов Италии и Германии. Елена Костюкович в своей книге «Еда — итальянское счастье» наглядно показывает причины возникновения такой разницы в региональных кухнях Италии. Сохранить разнообразие кухонных традиций призвано движение слоуфуд.
Обобщают также понятия «европейская кухня», объединяя разнообразные кухни стран Европы, а также подвергшиеся европейскому влиянию кухни Северной Америки, Австралазии, Океании и Латинской Америки.
Еврейская кухня формировалась под влиянием религиозных обычаев и вызванных ими ограничений (кашрут), а также расселения евреев по всему миру, то есть блюда еврейской кухни в разных странах мира различаются. В самом же Израиле израильская кухня объединяет традиции ашкеназской, сефардской, североафриканской, восточной и средиземноморской кухонь.
Признанным исследователем национальных кухонных традиций был Вильям Похлёбкин. Историей и возрождением традиционной русской кухни интересуются современные повара-исследователи Алексей Зимин, Максим Сырников.

## Вегетарианская кухня
Вегетарианская кухня объединяет в себе как традиционно вегетарианские блюда разных кухонь мира, так и адаптированные версии изначально невегетарианских блюд. Она характеризуется прежде всего отсутствием убойной пищи.

## Домашняя кухня
Домашняя кухня — совокупность традиций и рецептов приготовления пищи в домашних условиях с помощью подручного бытового инвентаря. Представлена простой, недорогой едой из доступных продуктов, приготовленной дома в небольших объёмах, и употребляемой, в основном, там же.

## Высокая кухня
«Высокая кухня» (фр. Haute cuisine, Grande cuisine) — кухня заведений общественного питания, ресторанов и отелей по всему миру, где приготовлению, оформлению и подаче блюд уделяется особое внимание. Эту кухню называют также «авторской», имея в виду авторство шеф-повара, который определяет стиль всего заведения, создаёт новые блюда или адаптирует классические рецепты, возводя кухню в ранг искусства. До недавнего времени «высокая кухня» определялась традицией классической французской кухни, оформленной Огюстом Эскофье, в настоящее время это не считается обязательным. Красный гид Мишлен присваивает звание «высокой кухни» тем или иным ресторанам.

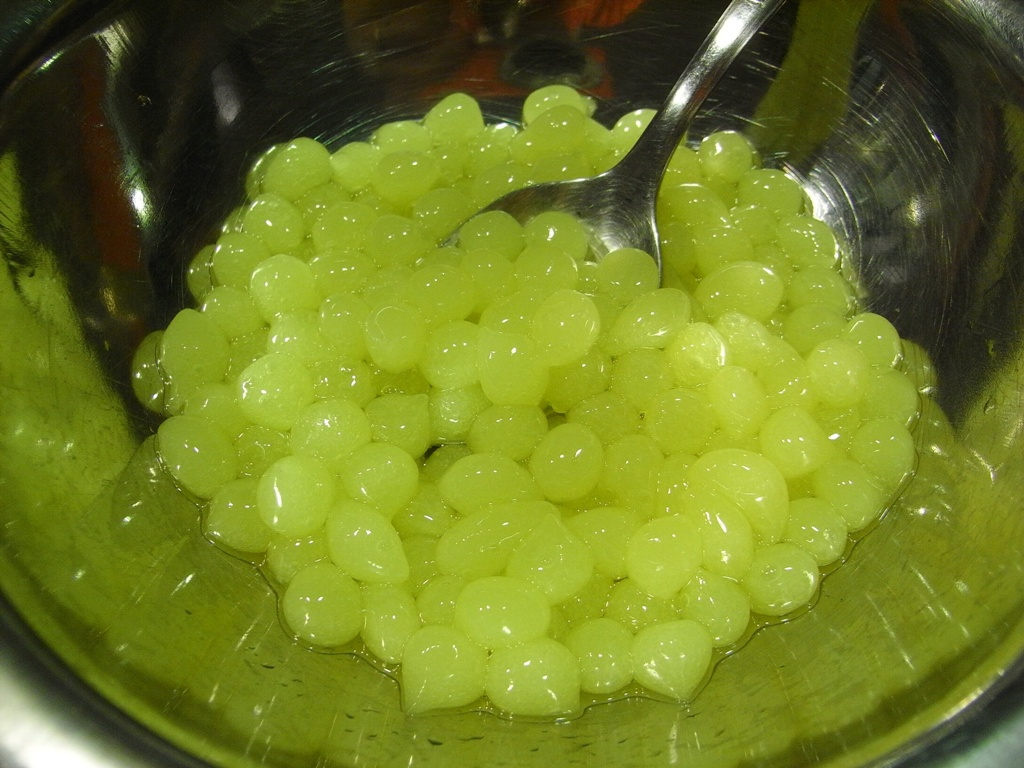
Образование шариков из сока и других жидкостей — технология молекулярной гастрономии

## Молекулярная кухня
«Молекулярная кухня» или молекулярная гастрономия — направление исследований, связанное с изучением физико-химических процессов, которые происходят при приготовлении пищи.

## Крестьянская кухня
Крестьянская кухня состоит из типичных блюд крестьян, которые готовятся из местных, доступных и недорогих ингредиентов. Крестьяне являлись одними из самых бедных слоёв населения, соответственно, такие блюда, как правило, отличает простота приготовления и сытность, поскольку изначально такой едой необходимо было накормить небогатых людей, занятых физическим трудом в сельском хозяйстве.

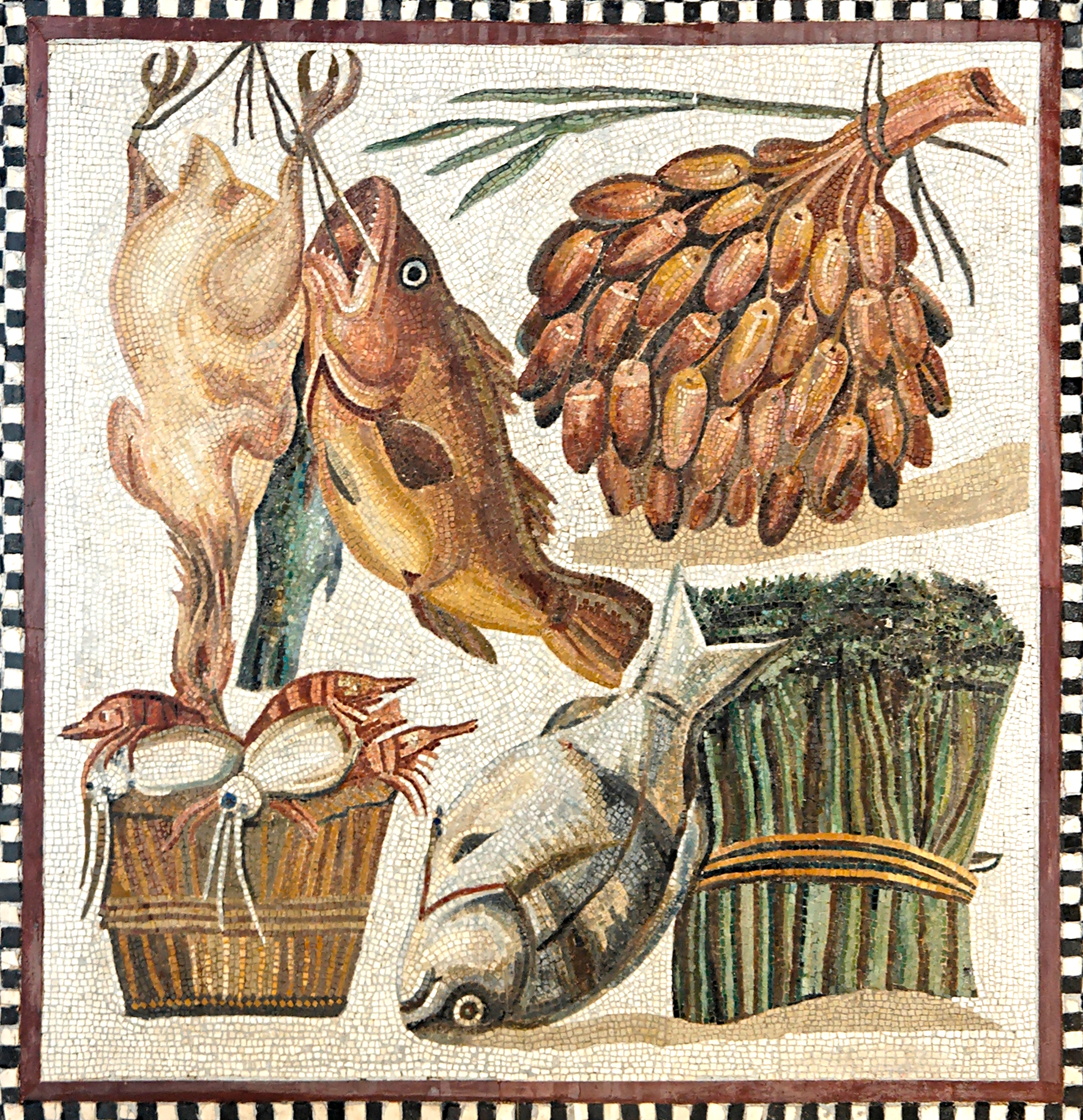
Птица, рыба, финики, спаржа и морепродукты. I век. Мозаика, музеи Ватикана

## Исторические аспекты
Массимо Монтанари в своих работах рассматривает историю еды и кулинарии изучая и сравнивая экономику, сельское хозяйство и культурологию; изучает соотношение зерновых культур и мяса при формировании рациона европейцев, влияние церковного календаря на пищевые привычки, анализирует проникновение кукурузы и картофеля в европейские блюда, рассказывает о конфликте винных и пивных культур, рассматривает циклы голодных и сытых времён в Европе с III по XX века.
- Кухня Древнего Египта
- Древнегреческая кухня
- Кухня Древнего Рима
- Средневековая кухня